# Municipio de Ross Lake
El municipio de Ross Lake (en inglés: Ross Lake Township) es un municipio ubicado en el condado de Crow Wing en el estado estadounidense de Minnesota. En el año 2010 tenía una población de 165 habitantes y una densidad poblacional de 1,76 personas por km².

## Geografía
El municipio de Ross Lake se encuentra ubicado en las coordenadas 46°40′16″N 93°50′21″O / 46.67111, -93.83917. Según la Oficina del Censo de los Estados Unidos, el municipio tiene una superficie total de 93.8 km², de la cual 86,53 km² corresponden a tierra firme y (7,75 %) 7,27 km² es agua.

## Demografía
Según el censo de 2010, había 165 personas residiendo en el municipio de Ross Lake. La densidad de población era de 1,76 hab./km². De los 165 habitantes, el municipio de Ross Lake estaba compuesto por el 98,79 % blancos y el 1,21 % eran de una mezcla de razas. Del total de la población el 0 % eran hispanos o latinos de cualquier raza.